# 蒙科尔邦
蒙科尔邦（法語：Montcorbon，法語發音：[mɔ̃kɔʁbɔ̃]）是法国卢瓦雷省的一个旧市镇，位于该省东北部，属于蒙塔日区。2016年1月1日，蒙科尔邦和相邻的杜希合并为新市镇杜希-蒙科尔邦（Douchy-Montcorbon）。

## 地理
蒙科尔邦（47°58'11"N, 3°4'16"E）面积26.61 平方千米，位于法国中央-卢瓦尔河谷大区卢瓦雷省，该省份为法国中北部省份，北起埃松省，西北接厄尔-卢瓦省，西南接卢瓦-谢尔省，南至涅夫勒省和谢尔省，东临约讷省，东北接塞纳-马恩省。
与蒙科尔邦接壤的市镇（或旧市镇、城区）包括：库特奈、杜希、迪西、圣卢多尔东、特里盖尔、维勒弗朗什、杜希-蒙科尔邦。
蒙科尔邦的时区为UTC+01:00、UTC+02:00（夏令时）。

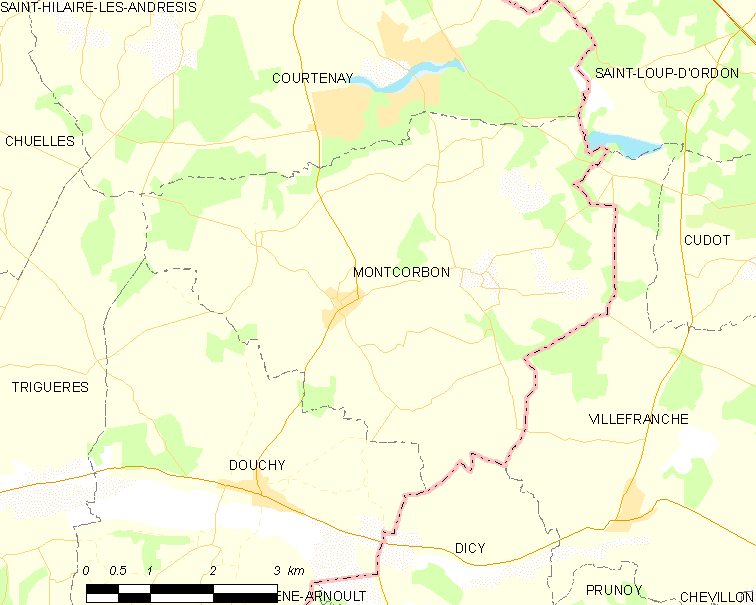
蒙科尔邦的OSM定位图

## 行政
蒙科尔邦的邮政编码为45220，INSEE市镇编码为45211。

## 政治
蒙科尔邦所属的省级选区为库特奈县。

## 人口

1962-2008年间蒙科尔邦人口变化图示

蒙科尔邦于2018年1月1日时的人口数量为462人。